# Liste von Burgen, Schlössern und Festungen im Département Yvelines
Die Liste von Burgen, Schlössern und Festungen im Département Yvelines listet bestehende und abgegangene Anlagen im Département Yvelines auf. Das Département zählt zur Region Île-de-France in Frankreich.

Wappen des Départements Yvelines (78)
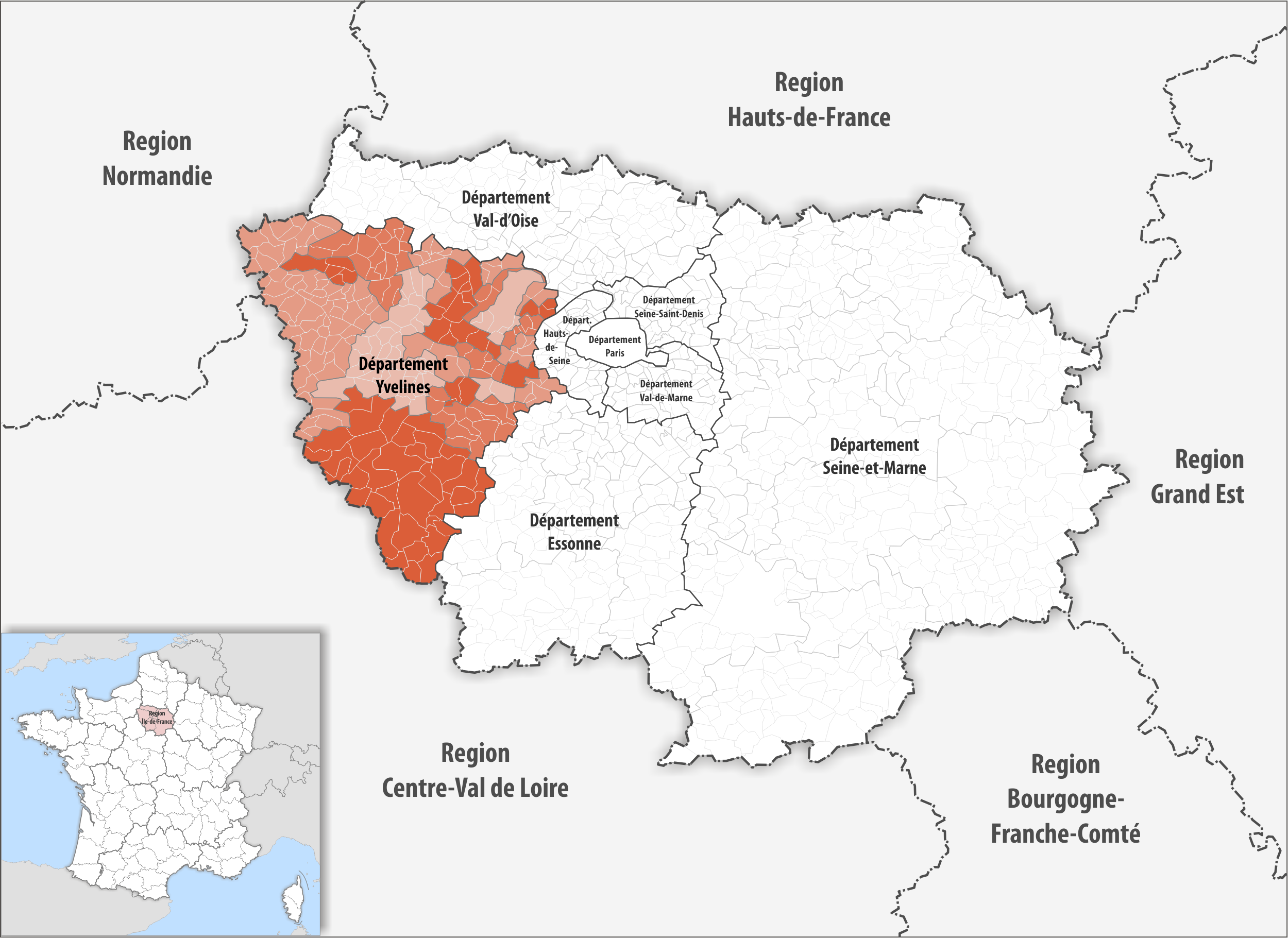
Lage des Départements Yvelines in der Region Île-de-France
Lage der Region Île-de-France in Frankreich

## Liste
Bestand am 16. September 2022: 221
| Name deu / fra                                                                  | Gemeinde / Lage                                | Typ (Untertyp)  | Bemerkungen | Bild |
| ------------------------------------------------------------------------------- | ---------------------------------------------- | --------------- | --- | ---- |
| Schloss Acosta Château d'Acosta                                                 | Aubergenville 48,954467° N, 1,859246° O        | Schloss         | 1965 abgerissen, heute Parc d'Acosta |      |
| Schloss Agnou Château d'Agnou (de Hagnon, Balagny)                              | Maule 48,91389° N, 1,84778° O                  | Schloss         | Diente in dem französischen Film Écoute voir als Kulisse |      |
| Schloss Aigremont Château d'Aigremont                                           | Aigremont 48,902547° N, 2,016609° O            | Schloss         | Liegt westlich des Ortes am Waldrand |      |
| Schloss L’Aleu Château de l'Aleu                                                | Saint-Arnoult-en-Yvelines                      | Schloss         | |      |
| Turm Anne-de-Bretagne Tour Anne-de-Bretagne                                     | Montfort-l’Amaury 48,776608° N, 1,804325° O    | Burg (Turm)     | Ruine, Überbleibsel einer alten Burg |      |
| Schloss Auffreville Château d'Auffreville                                       | Auffreville-Brasseuil                          | Schloss         | |      |
| Schloss Bailly Château de Bailly                                                | Bailly                                         | Schloss         | |      |
| Schloss La Baste Château de La Baste                                            | Raizeux                                        | Schloss         | |      |
| Schloss Bazemont Château de Bazemont                                            | Bazemont 48,928219° N, 1,865454° O             | Schloss         | Heute das Rathaus (Mairie) |      |
| Schloss Beauplan Château de Beauplan                                            | Saint-Rémy-lès-Chevreuse                       | Schloss         | |      |
| Schloss Beauregard Château de Beauregard                                        | La Celle-Saint-Cloud 48,840806° N, 2,124278° O | Schloss         | Ruinen 1965 zugunsten von Wohnungen abgerissen |      |
| Schloss Beauséjour Château Beauséjour                                           | Louveciennes                                   | Schloss         | |      |
| Schloss Becheville Château de Becheville                                        | Les Mureaux                                    | Schloss         | |      |
| Schloss Béhoust Château de Béhoust                                              | Béhoust                                        | Schloss         | |      |
| Schloss Benainvilliers Château de Benainvilliers                                | Morainvilliers                                 | Schloss         | |      |
| Schloss Berchères Château de Berchères                                          | Houdan 48,790833° N, 1,601667° O               | Schloss         | |      |
| Schloss Bethemont Château de Bethemont                                          | Poissy                                         | Schloss         | |      |
| Schloss Beuron Château de Beuron                                                | Rosny-sur-Seine                                | Schloss         | Abgerissen, nur drei Bögen des Zentralkörpers sind erhalten geblieben, wieder zusammengesetzt auf einem Platz in Bonnières-sur-Seine                                     |      |
| Schloss Beynes Château de Beynes                                                | Beynes                                         | Schloss         | |      |
| Schloss Blaru Château de Blaru                                                  | Blaru                                          | Schloss         | |      |
| Schloss La Boissière Château de La Boissière                                    | La Boissière-École                             | Schloss         | |      |
| Schloss La Boissière-Beauchamps Château de La Boissière-Beauchamps              | Lévis-Saint-Nom                                | Schloss         | |      |
| Schloss Bonnelles Château de Bonnelles                                          | Bonnelles                                      | Schloss         | |      |
| Schloss Les Bordes Château des Bordes                                           | La Celle-les-Bordes                            | Schloss         | |      |
| Schloss Boulémont Château de Boulémont                                          | Herbeville                                     | Schloss         | |      |
| Schloss Bourdonné Château de Bourdonné                                          | Bourdonné                                      | Schloss         | |      |
| Schloss Le Bréau sans-Nappe Château du Bréau sans-Nappe                         | Boinville-le-Gaillard                          | Schloss         | |      |
| Schloss La Bretèche Château de La Bretèche                                      | Saint-Nom-la-Bretèche                          | Schloss         | |      |
| Schloss Breteuil Château de Breteuil                                            | Choisel                                        | Schloss         | |      |
| Schloss Breuil Château de Breuil                                                | Brueil-en-Vexin                                | Schloss         | |      |
| Schloss Le Breuil Château du Breuil                                             | Garancières                                    | Schloss         | |      |
| Schloss Les Bréviaires Château des Bréviaires                                   | Les Bréviaires                                 | Schloss         | Nationales Reitgestüt |      |
| Schloss Brouessy Château de Brouessy                                            | Magny-les-Hameaux                              | Schloss         | |      |
| Schloss La Brunetterie Château de la Brunetterie                                | Orgeval                                        | Schloss         | |      |
| Schloss Le Buat Château du Buat                                                 | Maule                                          | Schloss         | |      |
| Schloss Bures Château de Bures                                                  | Morainvilliers                                 | Schloss         | |      |
| Schloss Les Célestins Château des Célestins                                     | Limay                                          | Schloss         | |      |
| Schlosse La Celle Château de La Celle                                           | La Celle-les-Bordes                            | Schloss         | |      |
| Schloss La Celle Château de La Celle                                            | La Celle-Saint-Cloud                           | Schloss         | Ministerium für Auswärtige Angelegenheiten |      |
| Schloss Chambourcy Château de Chambourcy                                        | Chambourcy                                     | Schloss         | |      |
| Schloss Champfleury Château de Champfleury                                      | Carrières-sous-Poissy                          | Schloss         | |      |
| Schloss La Châtaigneraie Château de La Châtaigneraie                            | La Celle-Saint-Cloud                           | Schloss         | |      |
| Turm Châteaufort Donjon de Châteaufort                                          | Châteaufort                                    | Burg (Turm)     | |      |
| Schloss La Chaussée Château de La Chaussée                                      | Bougival                                       | Schloss         | |      |
| Schloss Clagny Château de Clagny                                                | Versailles                                     | Schloss         | |      |
| Schloss Le Claireau Château du Claireau                                         | Chevreuse                                      | Schloss         | |      |
| Schloss Les Clayes-sous-Bois Château des Clayes-sous-Bois                       | Les Clayes-sous-Bois                           | Schloss         | 1944 beim Abzug der deutschen Truppen durch einen Brand zerstört, nur zwei Türme sind erhalten und die Nebengebäude wurden in eine Bibliothek umgewandelt                |      |
| Schloss Coignières Château de Coignières                                        | Coignières                                     | Schloss         | |      |
| Schloss Conflans Château de Conflans                                            | Conflans-Sainte-Honorine                       | Schloss         | Ehemalige Priorei, heute Museum |      |
| Schloss Corbeville Château de Corbeville                                        | Saint-Martin-des-Champs                        | Schloss         | |      |
| Schloss Les Côtes Château des Côtes                                             | Les Loges-en-Josas                             | Schloss         | |      |
| Schloss Coubertin Château de Coubertin                                          | Saint-Rémy-lès-Chevreuse                       | Schloss         | |      |
| Schloss La Coudraie Château de la Coudraie                                      | Poissy                                         | Schloss         | |      |
| Schloss La Couharde Château de la Couharde                                      | La Queue-les-Yvelines                          | Schloss         | |      |
| Schloss Courgent Château de Courgent                                            | Courgent                                       | Schloss         | |      |
| Schloss La Cour-Roland Château de la Cour-Roland                                | Jouy-en-Josas                                  | Schloss         | Ruine |      |
| Schloss La Cour-Senlisse Château de la Cour-Senlisse                            | Senlisse                                       | Schloss         | |      |
| Schloss Cravent Château de Cravent                                              | Cravent                                        | Schloss         | |      |
| Schloss Croissy-sur-Seine Château de Croissy-sur-Seine                          | Croissy-sur-Seine                              | Schloss         | |      |
| Schloss Dampierre Château de Dampierre                                          | Dampierre-en-Yvelines                          | Schloss         | |      |
| Schloss Le Donjon Château du Donjon                                             | Le Pecq                                        | Schloss         | |      |
| Schloss Ecquevilly Château d'Ecquevilly                                         | Ecquevilly                                     | Schloss         | |      |
| Schloss L’Eglantine Château de l'Eglantine                                      | Jouy-en-Josas                                  | Schloss         | |      |
| Schloss Épône Château d'Épône                                                   | Épône                                          | Schloss         | 1944 zerstört, nur die Nebengebäude sind erhalten geblieben, umgebaut in ein Kulturzentrum                                                                               |      |
| Schloss La Faisanderie Château de la Faisanderie                                | Chatou                                         | Schloss         | |      |
| Schloss La Falaise Château de La Falaise                                        | La Falaise                                     | Schloss         | |      |
| Schloss Les Fauvettes Château des Fauvettes                                     | Neauphle-le-Vieux                              | Schloss         | |      |
| Schloss Le Faÿ Château du Faÿ                                                   | Andrésy                                        | Schloss         | |      |
| Schloss Feugères Château de Feugères                                            | Orgeval                                        | Schloss         | |      |
| Schloss Flins-sur-Seine Château de Flins-sur-Seine                              | Flins-sur-Seine                                | Schloss         | |      |
| Schloss La Fontaine Château de la Fontaine                                      | Auffargis                                      | Schloss         | |      |
| Schloss Fosseuil Château de Fosseuil                                            | Saint-Hilarion                                 | Schloss         | |      |
| Schloss Gaillon Château de Gaillon                                              | Gaillon-sur-Montcient                          | Schloss         | |      |
| Schloss Gambaiseuil Château de Gambaiseuil                                      | Gambaiseuil                                    | Schloss         | |      |
| Schloss La Garenne Château de la Garenne                                        | Aubergenville                                  | Schloss         | |      |
| Schloss La Gastine Château de la Gastine                                        | La Villeneuve-en-Chevrie                       | Schloss         | |      |
| Befestigtes Gut Gauvilliers Ferme fortifiée de Gauvilliers                      | Orsonville                                     | Burg (Gutshof)  | |      |
| Schloss Le Gavois Château du Gavois                                             | Châteaufort                                    | Schloss         | |      |
| Schloss La Geneste Château de la Geneste                                        | Châteaufort                                    | Schloss         | |      |
| Schloss Les Gondi Château des Gondi                                             | Villepreux                                     | Schloss         | |      |
| Schloss Gourville Château de Gourville                                          | Prunay-en-Yvelines                             | Schloss         | |      |
| Schloss Goussonville Château de Goussonville                                    | Goussonville                                   | Schloss         | |      |
| Schloss Le Grand Chesnay Château du Grand Chesnay                               | Le Chesnay                                     | Schloss         | |      |
| Schloss Grandchamp Château de Grandchamp                                        | Le Pecq                                        | Schloss         | |      |
| Schloss Les Grands-Ambésis Château des Grands-Ambésis                           | Le Mesnil-Saint-Denis                          | Schloss         | |      |
| Schloss Les Grésillons Château des Grésillons                                   | Carrières-sous-Poissy                          | Schloss         | |      |
| Schloss Grignon Château de Grignon                                              | Thiverval-Grignon                              | Schloss         | |      |
| Schloss Groussay Château de Groussay                                            | Montfort-l’Amaury                              | Schloss         | |      |
| Schloss Guéville Château de Guéville                                            | Gazeran                                        | Schloss         | |      |
| Schloss Hanneucourt Château d'Hanneucourt                                       | Gargenville                                    | Schloss         | |      |
| Schloss Hargeville Château d'Hargeville                                         | Hargeville                                     | Schloss         | |      |
| Schloss Le haut Bel-Air Château du haut Bel-Air                                 | Le Chesnay                                     | Schloss         | |      |
| Schloss Le Haut-Buc Château du Haut-Buc                                         | Buc                                            | Schloss         | |      |
| Schloss Le Haut-Fontenay Château du Haut-Fontenay                               | Fontenay-le-Fleury                             | Schloss         | |      |
| Schloss Le Haut-Orgeval Château du Haut-Orgeval                                 | Orgeval                                        | Schloss         | |      |
| Schloss Le Haut Rosay Château du Haut Rosay                                     | Rosay                                          | Schloss         | |      |
| Schloss Haute-Maison Château de Haute-Maison                                    | Orphin                                         | Schloss         | |      |
| Schloss Hennemont Château d'Hennemont                                           | Saint-Germain-en-Laye                          | Schloss         | |      |
| Burg Houdan Donjon de Houdan                                                    | Houdan                                         | Burg (Donjon)   | Ruine |      |
| Schloss Les Ifs Château des Ifs                                                 | Orgerus                                        | Schloss         | |      |
| Schloss Issou Château d'Issou                                                   | Issou                                          | Schloss         | |      |
| Schloss Jambville Château de Jambville                                          | Jambville                                      | Schloss         | |      |
| Schloss La Jaunière Château de La Jaunière                                      | Adainville                                     | Schloss         | |      |
| Schloss La Jonchère Château de La Jonchère (hôtel des Maréchaux)                | Bougival                                       | Schloss         | |      |
| Schloss Jouy Château de Jouy                                                    | Jouy-en-Josas                                  | Schloss         | |      |
| Schloss Launay Château de Launay                                                | Villiers-le-Mahieu                             | Schloss         | |      |
| Schloss Les Lions Château des Lions                                             | Le Port-Marly                                  | Schloss         | |      |
| Schloss Lieutel Château de Lieutel                                              | Galluis                                        | Schloss         | |      |
| Schloss Louis XIV Château Louis XIV                                             | Louveciennes                                   | Schloss         | |      |
| Schloss Louveciennes Château de Louveciennes                                    | Louveciennes                                   | Schloss         | |      |
| Schloss Madame du Barry Château de Madame du Barry                              | Louveciennes                                   | Schloss         | |      |
| Burg La Madeleine Château de la Madeleine                                       | Chevreuse                                      | Burg            | |      |
| Schloss Magnanville Château de Magnanville                                      | Magnanville                                    | Schloss         | |      |
| Schloss Maisons-Laffitte Château de Maisons-Laffitte                            | Maisons-Laffitte                               | Schloss         | |      |
| Schloss Mallet-Vernes Château Mallet-Vernes                                     | Louveciennes                                   | Schloss         | |      |
| Schloss Marcq Château de Marcq                                                  | Marcq                                          | Schloss         | |      |
| Schloss Mareil-sur-Mauldre Château de Mareil-sur-Mauldre                        | Mareil-sur-Mauldre                             | Schloss         | |      |
| Schloss Mareil-le-Guyon Château de Mareil-le-Guyon                              | Mareil-le-Guyon                                | Schloss         | |      |
| Burg Marly Château fort de Marly                                                | Châteaufort                                    | Burg            | Ruine |      |
| Schloss Marly-le-Roi Château de Marly                                           | Marly-le-Roi                                   | Schloss         | Wurde nach der Französischen Revolution abgerissen |      |
| Schloss Maulette Château de Maulette                                            | Maulette                                       | Schloss         | |      |
| Burg Maurepas Donjon de Maurepas                                                | Maurepas                                       | Burg (Donjon)   | |      |
| Schloss Mauvières Château de Mauvières                                          | Saint-Forget                                   | Schloss         | |      |
| Schloss Médan Château de Médan                                                  | Médan                                          | Schloss         | |      |
| Schloss Méridon Château de Méridon                                              | Chevreuse                                      | Schloss         | |      |
| Turm Le Mesnil-Regnard Tour du Mesnil-Regnard                                   | Bonnières-sur-Seine                            | Burg (Turm)     | |      |
| Schloss Le Mesnil-Saint-Denis Château du Mesnil-Saint-Denis                     | Le Mesnil-Saint-Denis                          | Schloss         | |      |
| Schloss Les Mesnuls Château des Mesnuls                                         | Les Mesnuls                                    | Schloss         | |      |
| Schloss Migneaux Château de Migneaux                                            | Villennes-sur-Seine                            | Schloss         | |      |
| Schloss Millemont Château de Millemont                                          | Millemont                                      | Schloss         | |      |
| Schloss Milon Château de Milon                                                  | Milon-la-Chapelle                              | Schloss         | |      |
| Burg Montainville Donjon de Montainville                                        | Montainville                                   | Burg (Donjon)   | |      |
| Schloss Le Montcel Château du Montcel                                           | Jouy-en-Josas                                  | Schloss         | |      |
| Turm Montchauvet Donjon de Montchauvet                                          | Montchauvet                                    | Burg (Turm)     | |      |
| Schloss Monte-Cristo Château de Monte-Cristo                                    | Le Port-Marly                                  | Schloss         | |      |
| Burg Montfort Château de Montfort                                               | Montfort-l’Amaury                              | Burg            | Ruine |      |
| Schloss Montgardé Château de Montgardé                                          | Aubergenville                                  | Schloss         | |      |
| Schloss Montigny-le-Bretonneux Château de Montigny-le-Bretonneux                | Montigny-le-Bretonneux                         | Schloss         | |      |
| Burg Montjoie Tour Montjoie                                                     | Conflans-Sainte-Honorine                       | Burg (Turm)     | |      |
| Schloss Montjoie Château de Montjoie                                            | Saint-Nom-la-Bretèche                          | Schloss         | |      |
| Schloss Montjoye Château de Montjoye                                            | Clairefontaine-en-Yvelines                     | Schloss         | |      |
| Schloss Montlieu Château de Montlieu                                            | Émancé                                         | Schloss         | |      |
| Schloss Montplaisant Château de Montplaisant                                    | Orgerus                                        | Schloss         | |      |
| Schloss La Mormaire Château de la Mormaire                                      | Grosrouvre                                     | Schloss         | |      |
| Burg La Motte Château fort de la Motte                                          | Châteaufort                                    | Burg            | Ruine |      |
| Schloss Neuville Château de Neuville                                            | Gambais                                        | Schloss         | |      |
| Schloss Noisy Château de Noisy                                                  | Noisy-le-Roi                                   | Schloss         | |      |
| Schloss Orce Château d'Orce                                                     | Châteaufort                                    | Schloss         | 1951 abgerissen |      |
| Schloss Orsonville Château d'Orsonville                                         | Orsonville                                     | Schloss         | |      |
| Schloss La Pépinière Château de la Pépinière                                    | Bailly                                         | Schloss         | Rathaus |      |
| Schloss La Pépinière Château de la Pépinière                                    | Flins-sur-Seine                                | Schloss         | |      |
| Schloss Pinceloup Château de Pinceloup                                          | Sonchamp                                       | Schloss         | |      |
| Schloss La Plaine Château de La Plaine                                          | Orphin                                         | Schloss         | |      |
| Schloss Plaisir Château de Plaisir                                              | Plaisir                                        | Schloss         | |      |
| Schloss Le Plessis-Mornay Château du Plessis-Mornay                             | Longvilliers                                   | Schloss         | |      |
| Burg Poissy Château de Poissy                                                   | Poissy                                         | Burg            | Bestand während der Zeit der Karolinger, abgegangen |      |
| Schloss Poncy Ferme de Poncy                                                    | Poissy                                         | Schloss         | Heute ein Gehöft |      |
| Schloss Le Pont Château du Pont                                                 | Louveciennes                                   | Schloss         | |      |
| Schloss Pontchartrain Château de Pontchartrain                                  | Jouars-Pontchartrain                           | Schloss         | |      |
| Schloss Porgès de Rochefort-en-Yvelines Château Porgès de Rochefort-en-Yvelines | Rochefort-en-Yvelines                          | Schloss         | |      |
| Schloss Le Prieuré Château du Prieuré                                           | Conflans-Sainte-Honorine                       | Schloss         | |      |
| Schloss Prunay Château de Prunay                                                | Louveciennes                                   | Schloss         | |      |
| Schloss Rambouillet Château de Rambouillet                                      | Rambouillet                                    | Schloss         | |      |
| Schloss Rangiport Château de Rangiport                                          | Gargenville                                    | Schloss         | Musikakademie |      |
| Burg Richebourg Donjon de Richebourg                                            | Richebourg                                     | Burg (Donjon)   | Im 12. Jahrhundert erbaut, nur der Hügel, auf dem es gebaut wurde, ist erhalten                                                                                          |      |
| Schloss Richebourg Château de Richebourg                                        | Richebourg                                     | Schloss         | |      |
| Schloss Rochefort-en-Yvelines Château de Rochefort-en-Yvelines                  | Rochefort-en-Yvelines                          | Schloss         | |      |
| Schloss Rocquencourt Château de Rocquencourt                                    | Rocquencourt                                   | Schloss         | |      |
| Schloss La Rolanderie Château de La Rolanderie                                  | Maule                                          | Schloss         | |      |
| Palais Rose du Vésinet                                                          | Le Vésinet                                     | Schloss         | |      |
| Schloss Rosny Château de Rosny-sur-Seine                                        | Rosny-sur-Seine                                | Schloss         | |      |
| Schloss Sailly Château de Sailly                                                | Sailly                                         | Schloss         | |      |
| Burg Saint-Antoine Château Fort Saint-Antoine                                   | Gazeran                                        | Burg            | Ruine |      |
| Schloss Saint-Corentin Château de Saint-Corentin                                | Septeuil                                       | Schloss         | |      |
| Schloss Saint-Germain-en-Laye (alt) Château de Saint-Germain-en-Laye            | Saint-Germain-en-Laye                          | Schloss         | |      |
| Schloss Saint-Germain-en-Laye (neu) Château Neuf de Saint-Germain-en-Laye       | Saint-Germain-en-Laye                          | Schloss         | 1777 abgerissen |      |
| Schloss Saint-Hubert Château de Saint-Hubert                                    | Le Perray-en-Yvelines                          | Schloss         | |      |
| Schloss Saint-Illiers Château de Saint-Illiers                                  | Saint-Illiers-le-Bois                          | Schloss         | |      |
| Turm Saint-Martin Tour Saint-Martin                                             | Mantes-la-Jolie                                | Burg (Turm)     | Reste der Stadtbefestigung |      |
| Burg Saint-Martin-de-Bréthencourt Château fort de Saint-Martin-de-Bréthencourt  | Saint-Martin-de-Bréthencourt                   | Burg            | Ruine |      |
| Schloss Saint-Rémy-des-Landes Château de Saint-Rémy-des-Landes                  | Clairefontaine-en-Yvelines                     | Schloss         | |      |
| Schloss Sainte-Gemme Château de Sainte-Gemme                                    | Feucherolles                                   | Schloss         | Königsschloss, abgegangen |      |
| Schloss Sainte-Mesme Château de Sainte-Mesme                                    | Sainte-Mesme                                   | Schloss         | |      |
| Schloss Sauvage Château de Sauvage                                              | Sauvage                                        | Schloss         | |      |
| Schloss Séguier Château Séguier                                                 | L’Étang-la-Ville                               | Schloss         | Rathaus |      |
| Schloss Septeuil Château de Septeuil                                            | Septeuil                                       | Schloss         | |      |
| Schloss Les Sources Château des Sources                                         | Louveciennes                                   | Schloss         | |      |
| Schloss Ternay Château de Ternay                                                | Fontenay-le-Fleury                             | Schloss         | |      |
| Schloss Théméricourt Château de Théméricourt                                    | Conflans-Sainte-Honorine                       | Schloss         | |      |
| Schloss Thoiry Château de Thoiry                                                | Thoiry                                         | Schloss         | |      |
| Schloss Tilly Château de Tilly                                                  | Tilly                                          | Schloss         | |      |
| Schloss La Tour Château de la Tour                                              | Triel-sur-Seine                                | Schloss         | |      |
| Schloss Les Tourelles Château des Tourelles                                     | Hardricourt                                    | Schloss         | Rathaus |      |
| Schloss Trappes Ferme du château de Trappes                                     | Trappes                                        | Schloss (Ferme) | |      |
| Schloss Le Tremblay-sur-Mauldre Château du Tremblay-sur-Mauldre                 | Le Tremblay-sur-Mauldre                        | Schloss         | Seminare |      |
| Grand Trianon                                                                   | Versailles                                     | Schloss         | Lustschloss im Park des Schlosses von Versailles, das König Ludwig XIV. von 1670 bis 1672 als privaten Rückzugsort errichten ließ                                        |      |
| Petit Trianon                                                                   | Versailles                                     | Schloss         | Ein nordwestlich des Schlosses von Versailles gelegenes Lustschloss, das im Auftrag von Ludwig XV. für die königliche Mätresse Madame de Pompadour errichtet wurde       |      |
| Schloss Triel Château de Triel                                                  | Triel-sur-Seine                                | Schloss         | In der Revolution zerstört |      |
| Schloss Le Val Château du Val                                                   | Saint-Germain-en-Laye                          | Schloss         | |      |
| Schloss Le Val Joli Château du Val Joli                                         | Morainvilliers                                 | Schloss         | |      |
| Schloss La Vaudoire Château de la Vaudoire                                      | Sartrouville                                   | Schloss         | Rathaus |      |
| Schloss Vaugien Château de Vaugien                                              | Saint-Rémy-lès-Chevreuse                       | Schloss         | |      |
| Schloss Vaux Château de Vaux                                                    | Le Mesnil-le-Roi                               | Schloss         | |      |
| Schloss Vaux-sur-Seine Château de Vaux-sur-Seine                                | Vaux-sur-Seine                                 | Schloss         | |      |
| Schloss Verduron Château de Verduron                                            | Marly-le-Roi                                   | Schloss         | |      |
| Schloss Verneuil-sur-Seine Château de Verneuil-sur-Seine                        | Verneuil-sur-Seine                             | Schloss         | Religionsschule |      |
| Schloss Vernouillet Château de Vernouillet                                      | Vernouillet                                    | Schloss         | Altersheim |      |
| Schloss La Verrière Château de La Verrière                                      | La Verrière                                    | Schloss         | Psychiatrie |      |
| Schloss Versailles Château de Versailles                                        | Versailles                                     | Schloss         | Eine der größten Palastanlagen Europas, war von der Mitte des 17. Jahrhunderts bis zum Ausbruch der Französischen Revolution die Hauptresidenz der Könige von Frankreich |      |
| Schloss Vert-Coeur Château de Vert-Coeur                                        | Milon-la-Chapelle                              | Schloss         | |      |
| Schloss Villennes Château de Villennes                                          | Villennes-sur-Seine                            | Schloss         | |      |
| Schloss Villepreux Château de Villepreux (Château de Grand’Maisons)             | Villepreux                                     | Schloss         | |      |
| Schloss Villiers Château de Villiers                                            | Poissy                                         | Schloss         | |      |
| Schloss Vilvert Château de Vilvert                                              | Jouy-en-Josas                                  | Schloss         | Centre I.N.R.A. |      |
| Schloss Vitry Château de Vitry                                                  | Gambais                                        | Schloss         | |      |
| Schloss Le Vivier Château du Vivier                                             | Aubergenville                                  | Schloss         | |      |
| Schloss La Voisine Château de la Voisine                                        | Clairefontaine-en-Yvelines                     | Schloss         | |      |
| Schloss Voisins Château de Voisins                                              | Louveciennes                                   | Schloss         | |      |
| Schloss Voisins Château de Voisins                                              | Saint-Hilarion                                 | Schloss         | |      |
| Schloss Wesweiller Château Wesweiller                                           | Marly-le-Roi                                   | Schloss         | |      |
| Schloss Wideville Château de Wideville                                          | Crespières                                     | Schloss         | |      |